# 18027 Gokcay
18027 Gokcay è un asteroide della fascia principale. Scoperto nel 1999, presenta un'orbita caratterizzata da un semiasse maggiore pari a 2,2542853 UA e da un'eccentricità di 0,1353238, inclinata di 5,05453° rispetto all'eclittica.